# Фторид железа(III)
Фторид железа(III) — неорганическое соединение, соль металла железа и плавиковой кислоты с формулой FeF3,
зелёные кристаллы,
слабо растворяется в воде,
образует кристаллогидраты.

## Получение
- Реакция фтора с порошкообразным железом:

{\displaystyle {\mathsf {2Fe+3F_{2}\ {\xrightarrow {}}\ 2FeF_{3}}}}
- Действие фтора на дихлорид железа:

{\displaystyle {\mathsf {2FeCl_{2}+3F_{2}\ {\xrightarrow {}}\ 2FeF_{3}+2Cl_{2}}}}
- Нагревание оксида железа(III) в атмосфере фторида водорода:

{\displaystyle {\mathsf {Fe_{2}O_{3}+6HF\ {\xrightarrow {T}}\ 2FeF_{3}+3H_{2}O}}}
- Нагревание хлорида железа(III) с фторидом аммония:

{\displaystyle {\mathsf {FeCl_{3}+3NH_{4}F\ {\xrightarrow {T}}\ FeF_{3}+3NH_{4}Cl}}}

## Физические свойства
Фторид железа(III) образует зелёные кристаллы
тригональной сингонии,
пространственная группа R 3c,
параметры ячейки a = 0,523 нм, c = 0,6702 нм, Z = 3.
Образует кристаллогидраты состава FeF3•n H2O, где n = 3, 4½, 6 и 9.
Слабо растворяется в воде с сильным гидролизом (стабильны только сильно подкисленные растворы).
Не растворяется в этаноле и эфире.

## Химические свойства
- Разлагается при нагревании на воздухе:

{\displaystyle {\mathsf {4FeF_{3}+3O_{2}\ {\xrightarrow {T}}\ 2Fe_{2}O_{3}+6F_{2}\uparrow }}}
- В водных растворах подвергается гидролизу:

{\displaystyle {\mathsf {FeF_{3}+3H_{2}O\ {\xrightarrow {}}\ Fe(OH)_{3}+3HF}}}
- Ступенчато восстанавливается водородом:

{\displaystyle {\mathsf {FeF_{3}+H_{2}\ {\xrightarrow[{-HF}]{T}}\ FeF_{2}\ {\xrightarrow[{-HF}]{T}}\ Fe}}}
- С фторидами щелочных металлов образует комплексные соединения:

{\displaystyle {\mathsf {FeF_{3}+KF\ {\xrightarrow {}}\ K[FeF_{4}]}}}
{\displaystyle {\mathsf {FeF_{3}+3LiF\ {\xrightarrow {}}\ Li_{3}[FeF_{6}]}}}